# Tòfona magenca
La tòfona magenca, tòfona d'hivern i magenc (Tuber brumale) és una espècie de fong ascomicot de l'ordre dels pezizals (Pezizales). Pertany al grup de tòfones negres i és força semblant a la veritable tòfona negra (Tuber melanosporum).

## Característiques
És de mida més aviat petita, de 2 a 8 cm, amb les berrugues piramidals, però no punxegudes, i la carn negrosa, marbrejada.

## Història natural
Madura igualment a l'hivern i sol recol·lectar-se i barrejar-se amb la tòfona negra, la qual cosa, en ésser considerada d'inferior qualitat, ocasiona problemes a l'hora de valorar les collites en els mercats.